# Heptathela bristowei
Heptathela bristowei är en spindelart som beskrevs av Willis J. Gertsch 1967. Heptathela bristowei ingår i släktet Heptathela och familjen ledspindlar. Inga underarter finns listade i Catalogue of Life.